# Vampiro de Richmond

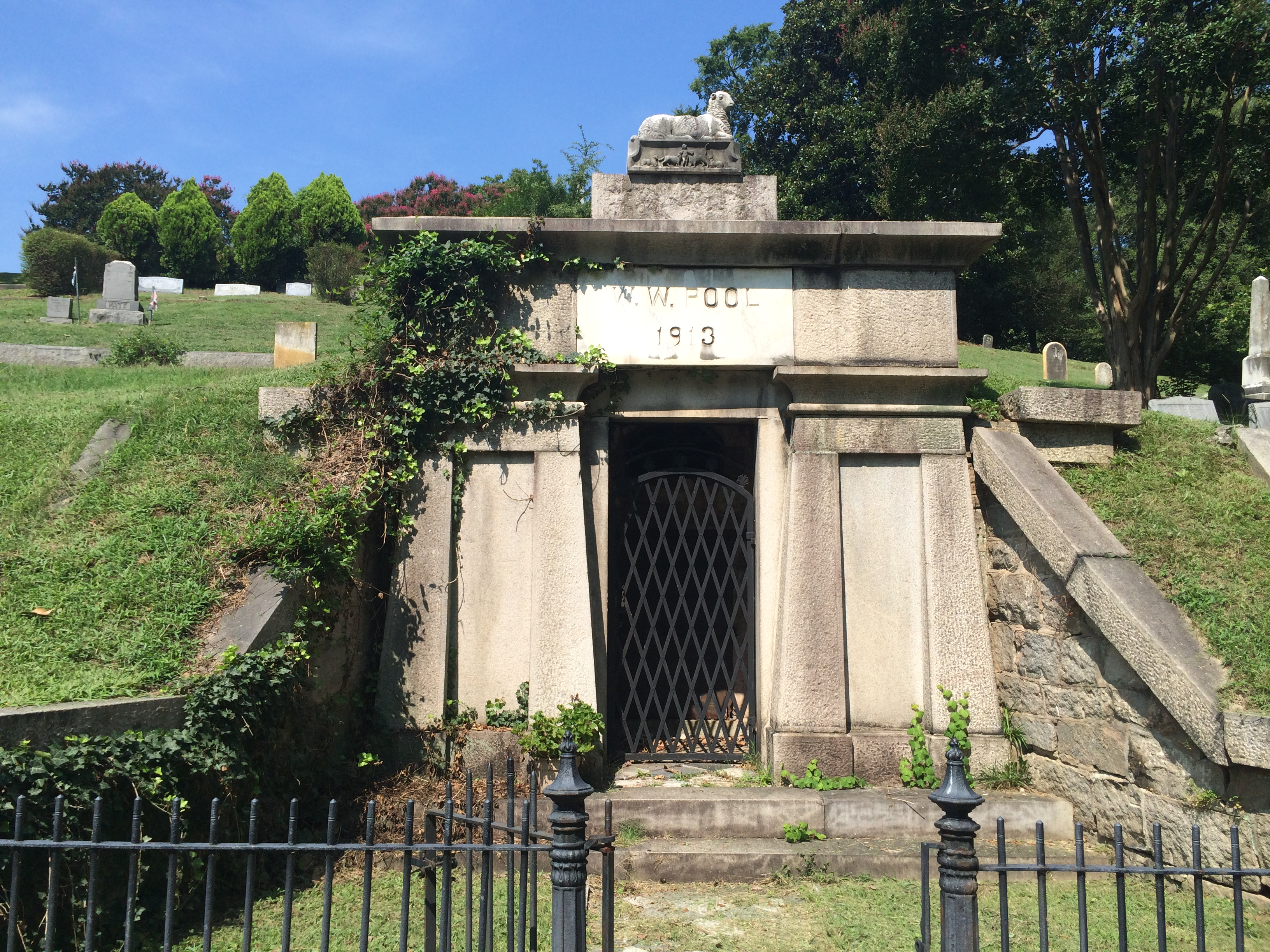
Sepultura de W. W. Pool, en el cementerio de Hollywood (Richmond).

El vampiro de Richmond hace referencia a una leyenda urbana de la ciudad homónima, capital del estado de Virginia (Estados Unidos).

## La leyenda
Los residentes locales afirman que el mausoleo de William Wortham Pool (fechado en 1913), en el cementerio de Hollywood, contiene los restos de un vampiro. Supuestamente Pool (de profesión contable, y constatado que nació en abril de 1842 y falleció en febrero de 1922) salió de Inglaterra en el siglo XIX por ser un vampiro. En la década de 1960 circulaban leyendas orales en este sentido, posiblemente influidas por el estilo arquitectónico del mausoleo en el que fue enterrado, que contiene antiguos elementos masónicos y egipcios, así como un grabado de las iniciales de su nombre (una doble W), que podría asemejarse a un par de colmillos. Debido a que este cementerio se encuentra junto a la Universidad de la Mancomunidad de Virginia, la historia se hizo popular entre los estudiantes, especialmente a partir de la década de 1980.
A comienzos de los años 2000, la historia de vampiros se ha combinado con el colapso del ferrocarril de la compañía Chesapeake and Ohio Railways en el túnel de Church Hill, un barrio del este de Richmond, cuando un accidente dejó sepultados a varios vagones y a trabajadores con vida el 2 de octubre de 1925. Esta parte de la historia apareció en línea en 2001 y se informó por primera vez en forma impresa en 2007 en Haunted Richmond: The Shadows of Shockoe.
Siguiendo esta historia, el túnel habría despertado un antiguo mal que vivía debajo de Church Hill y derribó el túnel sobre los trabajadores. Los equipos de rescate habrían encontrado una criatura sobrenatural cubierta de sangre, con dientes irregulares y piel colgando de su cuerpo musculoso agachado sobre una de las víctimas. La criatura escapó del derrumbe y corrió hacia el río James. Perseguida por un grupo de hombres, la criatura se refugió en el cementerio de Hollywood (a escasos 3 kilómetros de distancia), donde desapareció en un mausoleo construido en una ladera con el nombre de W. W. Pool.
Según Gregory Maitland, investigador de leyendas urbanas y del folclore estadounidense, junto con los equipos de rastreadores, o buscadores, de fantasmas Night Shift y the Virginia Ghosts & Haunting Research Society, la criatura que escapó del colapso era en realidad el bombero ferroviario de 28 años Benjamin F. Mosby (1896-1925), que había estado echando carbón en la cámara de combustión de una locomotora del tren de trabajo sin camisa cuando ocurrió el derrumbe y la caldera se rompió. La parte superior del cuerpo de Mosby estaba horriblemente escaldada y varios de sus dientes se rompieron antes de abrirse paso por la abertura del túnel. Los testigos informaron que estaba en estado de shock y tenía trozos de piel colgando de su cuerpo. Murió más tarde en el Grace Hospital y fue enterrado en el cementerio de Hollywood.